# Жан (принц Люксембургский)
Жан Люксембургский (люкс. Jean vu Lëtzebuerg, фр. Jean de Luxembourg) при рождении Жан Феликс Мария Гийом; 15 мая 1957, Замок Бецдорф, Люксембург) — люксембургский принц, сын Великого герцога Люксембургского Жана и Жозефины Шарлотты Бельгийской, младший брат правящего Великого герцога Анри, брат-близнец принцессы Маргариты Люксембургской.

## Биография
Как и его сестра-близнец Маргарита родился 15 мая 1957 года в замке Бецдорф в семье наследника люксембургского престола Жана и его жены Жозефины Шарлотты Бельгийской, дочери бельгийского короля Леопольда III и его супруги, трагически погибшей королевы Астрид, урожденной принцессы Шведской. Крестными новорожденного стали принц-консорт Люксембурга Феличе Бурбон-Пармский, его дед с отцовской стороны, и датская принцесса Маргарита, двоюродная бабушка с материнской стороны.
В семье уже росли старшие дети: Мария Астрид и Анри, позже родился младший брат Гийом. Когда Жану исполнилось семь, отец унаследовал трон Люксембургского герцогства.
Образование принц получил в Люксембурге, Швейцарии и Франции, где получил степень бакалавра. Впоследствии — обучался на языковых курах в Bell School of Languages в Кембридже. В 1977 году поступил в Королевскую военную академию в Сандхерсте (Англия), которую окончил в августе 1978 года. В следующем году — стал капитаном армии Люксембурга. Продолжил учёбу в университете Женевы, после чего работал финансовым аналитиком в Нью-Йорке. Вернувшись в Европу в 1985 году, поступил в международную бизнес-школу INSEAD в Фонтенбло, где 1986 г. получил степень магистра бизнес-администрирования.

### Браки и дети
26 сентября 1986 году отрёкся права на наследование престола, чтобы вступить в морганатический брак с Элен Сюзанн Вестур. Через две недели до этого у них родилась дочь. Свадьба состоялась 27 мая 1987 г. в Париже. Всего у супругов родилось четверо детей:
- Принцесса Мари-Габриэль Сесиль Шарлотта Софи Нассау (родилась 8 сентября 1986 года в Париже), замужем за Антониусом Бенедиктом Клеменсом Дугласом Эмануэлем Уиллмсом (родился 22 декабря 1988 года в Атланте), сыном Хайо Уиллмс и Мари Терезии Рейхсгрефин фон Гёсс. Гражданская свадьба состоялась 15 мая 2017 года в городе Люксембург. Религиозная свадьба состоялась 2 сентября 2017 года в Марбелье, Испания. У них 3 детей:
  - Зено Филипп Леопольд Маркус д'Авиано Вильмс (род. 5 июня 2018 года в Мюнхене)
  - Каетан Жан Венцеслас Маркус д'Авиано Вильмс (род. 2 сентября 2020 года в Вене)
  - Уна Уиллмс (род. 21 апреля 2024)
- Принц Константин Жан-Филипп Мари-Альбер Марк д'Авиано Нассау (родился 22 июля 1988 года в Париже) 22 декабря 2020 года в Гибралтаре вступил в гражданский брак с Кэтрин Мечи. У них 2 детей:
  - Феликс Леопольд Мари Гийом де Нассау (род. 22 апреля 2018 г.)
  - Козима Клара Софи Катрин де Нассау (род. 13 мая 2022)
- Принц Вацлав Франсуа Бодуан Леопольд Юрай Мари Марк д'Авиано Нассау (род. 17 ноября 1990 года в Париже). Женился на Элизабет Ламарш 1 мая 2021 года. У них 1 сын:
  - Каликст Жан Мари Гийом де Нассау (р. ноябрь 2022)
- Принц Карл-Йохан Феликс Жюльен Марк д'Авиано Нассау (род. 15 августа 1992 года в Париже). Он женился на Иване Джамин в 2019 году. У них 2 детей:
  - Ксандер Анри Жан Феликс де Нассау (р.2021)
  - Амадея Мария Габриэлла Ивана де Нассау (р.2022)

Пара рассталась 13 декабря 2004 года.
18 марта 2009 г. Жан женился вновь на 46-летней Диане де Герр. Брак был зарегистрирован в мэрии города Рурмонд в Нидерландах.